# Telégrafo ruso-estadounidense

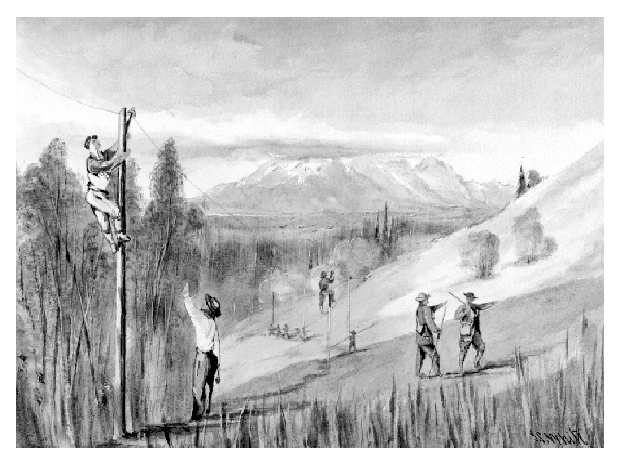
Pintura de hombres trabajando en la línea de telégrafo Collins Overland, por John Clayton White.

El telégrafo ruso-estadounidense (en inglés: Russian–American Telegraph, también conocido como expedición [de la] Western Union Telegraph (Western Union Telegraph Expedition) y telégrafo terrestre Collins (Collins Overland Telegraph), fue un fracasado intento emprendido en 1865-1867 por la «Western Union Telegraph Company»  de tender una línea telegráfica desde San Francisco, California a Moscú, Rusia.
La ruta de un proyecto de 3 000 000 de dólares (equivalente a 59,7 millones de dólares actuales) tenía como objetivo discurrir desde California a través de Oregón, el territorio de Washington, la colonia de la Columbia Británica y la América rusa, cruzar bajo el mar de Bering y atravesar la vasta anchura del continente euroasiático hasta Moscú, donde las líneas comunicarían con el resto de Europa. Se propuso como una alternativa mucho más larga al desafío de tender cables submarinos largos y profundos en el Atlántico, ya que solo tenía que cruzar bajo el agua el estrecho de Bering, comparativamente corto, entre América del Norte y Siberia.
El tendido del cable a través de Siberia resultó más difícil de lo esperado. Mientras tanto, el cable telegráfico transatlántico de Cyrus West Field se completó con éxito, lo que llevó al abandono en 1867 del esfuerzo transruso. Una placa histórica del gobierno de Canadá agrega estos detalles: 

En 1867... cesó la construcción en Fort Stager en la confluencia de los ríos Kispyap y Skeena. La sección desde New Westminster hasta Cariboo fue comprada por el gobierno canadiense en 1880.
In 1867 ... construction ceased at Fort Stager at the confluence of the Kispyap and Skeena rivers. The section from New Westminster to the Cariboo was bought by the Canadian Government in 1880.

A pesar del fracaso económico del proyecto, muchos consideran que algunos aspectos del esfuerzo fueron un éxito debido a los diversos beneficios que la exploración trajo a las regiones que se atravesaron. Hasta la fecha, ninguna  nueva entidad o compañía ha intentado tender un cable de comunicaciones submarino a través del mar de Bering, y todos los cables de comunicaciones submarinos existentes que viajan hacia el oeste desde América del Norte siguen rutas más al sur a través de tramos mucho más largos del océano Pacífico Norte, conectando con Asia en Japón y luego con el continente asiático.

## Planes rivales: Perry Collins y Cyrus West Field

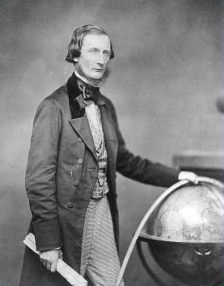
Cyrus West Field

Ya en 1861, la Western Union Telegraph Company había conectado el este de los Estados Unidos por telégrafo eléctrico hasta San Francisco. El desafío seguía siendo conectar a América del Norte con el resto del mundo.
Para afrontar ese desafío trabajaron dos pioneros del telégrafo: uno, Cyrus West Field, que buscaba tender un cable telegráfico submarino de oeste a este a través del Atlántico desde América del Norte, y el otro, Perry Collins, que proponía un enlace de oeste a este en dirección opuesta, por tierra desde la costa oeste de América del Norte a través del estrecho de Bering y Siberia hasta Moscú.
La Atlantic Telegraph Company de Cyrus West Field, que en 1858 había tendido el primer cable submarino a través del océano Atlántico, estaba trabajando para hacer frente a ese desafío. Sin embargo, el cable se había roto tres semanas después y hasta entonces los intentos por repararlo no habían tenido éxito.
Mientras tanto, el empresario Perry Collins visitó Rusia y tomó nota de que se estaba haciendo un buen progreso al extender sus líneas telegráficas desde Moscú hacia el este sobre Siberia. 
Tras su regreso a los Estados, Collins se acercó a Hiram Sibley, presidente de la Western Union Telegraph Company, con la idea de tender una línea de telégrafo terrestre que atravesaría los estados del noroeste, la colonia de la Columbia Británica y la Alaska rusa. Juntos, trabajaron en la promoción de la idea y obtuvieron un apoyo considerable en EE. UU., Londres y Rusia.

## Preparativos

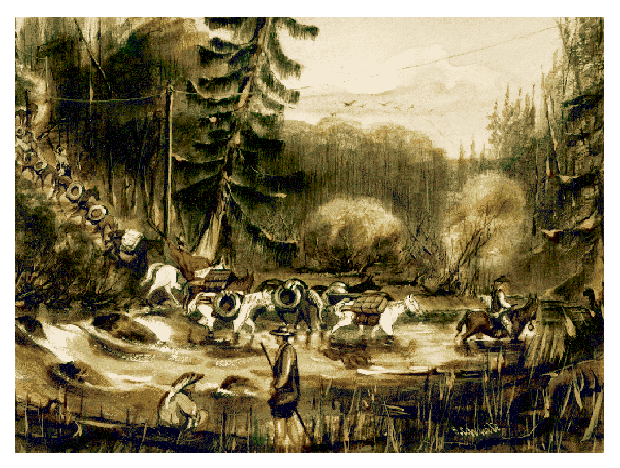
Pintura del equipo de trabajo del Telégrafo Collins Overland.

El 1 de julio de 1864, el presidente americano Abraham Lincoln otorgó a la compañía un derecho de paso desde San Francisco hasta la frontera de Columbia Británica, y le asignó el barco de vapor Saginaw de la Marina de los EE. UU.
También se pusieron en servicio George S. Wright y el infame Nightingale; un antiguo barco de esclavos, así como una flota de botes fluviales y goletas.
Para supervisar la construcción, Collins eligió al Coronel Charles Bulkley, quién había sido el superintendente de Telégrafos Militares. Siendo un exmilitar, Bulkley dividió los equipos de trabajo en «divisiones de trabajo» y un «Cuerpo de Ingenieros».
Edward Conway fue nombrado jefe de la ruta americana del proyecto y las secciones de Columbia Británica. Franklin Pope fue asignado a Conway y se le dio la responsabilidad de explorar Columbia Británica. La tarea de explorar la América rusa fue para el naturalista del Instituto Smithsonian, Robert Kennicott. En Siberia, la construcción y exploración estuvo a cargo de noble ruso, Serge Abasa. A él se le asignaron Collins Macrae, George Kennan y J. A. Mahood.
Los equipos de exploración y construcción se dividieron en grupos: uno estaba en la Columbia Británica, otro trabajó a lo largo del río Yukón y el Norton Sound con sede en St. Michael, Alaska;  un tercero exploró el área a lo largo del río Amur en Siberia, y un cuarto grupo de aproximadamente cuarenta hombres, enviados a Port Clarence para construir la línea que cruzaría el estrecho de Bering hasta Siberia.

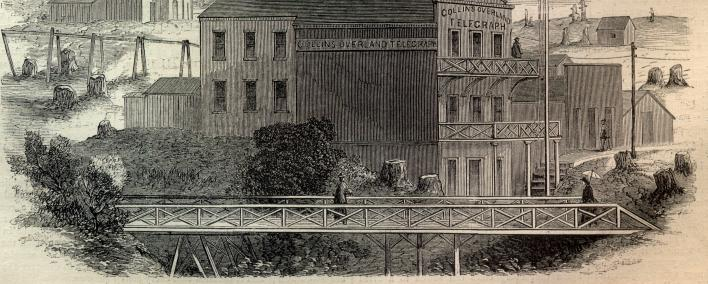
Terminal de Telégrafo de Collins Overland en New Westminster, Columbia Británica.

La Colonia de la Columbia Británica brindó al proyecto su apoyo total y entusiasta, permitiendo que los materiales para la línea fueran llevados libres de aranceles y peajes. Elegido como el término de la Columbia Británica, New Westminster se regodeó con su triunfo sobre su rival, Victoria, el periódico Brithish Columbian predijo que «New Westminster, traducido y temido por su vecino celoso, ahora estará en el centro de todos estos grandes sistemas». El derecho de paso de la línea de telégrafo siguió la costa oeste desde la frontera con los EE. UU., luego atravesó el terreno elevado de lo que ahora es White Rock y South Surrey hasta el río Nicomekl. Desde Mud Bay, la línea telegráfica siguió el Kennedy Trail a través de Surrey y North Delta hasta el río Fraser.
En Brownsville, se tendió un cable a través del río hasta New Westminster. La prospección en Columbia Británica había comenzado antes de que la línea llegara a New Westminster el 21 de marzo de 1865. Edward Conway había caminado hasta Hope y estaba consternado por la dificultad del terreno. En respuesta a las preocupaciones de Conway, la colonia de Columbia Británica acordó construir una carretera desde New Westminster a Yale, donde se encontraría con la recién terminada carretera Cariboo. La única responsabilidad de la compañía de telégrafos sería tender cables a lo largo de ella.

## Ruta a través de la América rusa

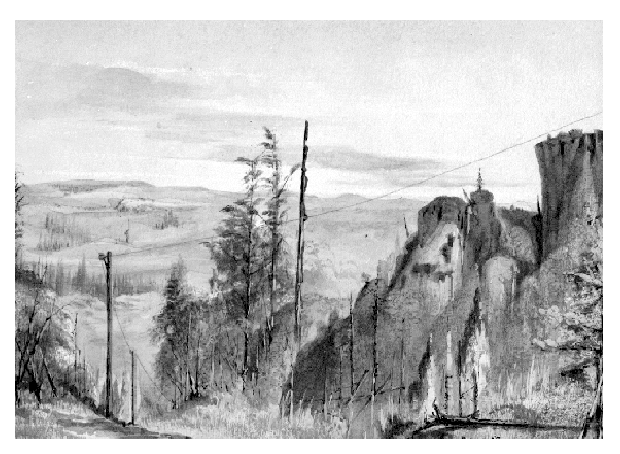
Línea del Telégrafo Collins Overland.

En la América rusa, el trabajo comenzó en 1865, pero inicialmente se avanzó poco. A esta falta de éxito, contribuyó el clima, el terreno, la escasez de suministros y la llegada tardía de los equipos de construcción. Sin embargo, la ruta completa a través de la América rusa fue examinada en el otoño de 1866. En lugar de esperar hasta la primavera como era la práctica habitual, la construcción comenzó y continuó durante ese invierno.
Muchos de los trabajadores de Western Union no estaban acostumbrados a los severos inviernos del norte y trabajar en condiciones frías hizo que erigir la línea fuera una experiencia difícil. Hubo que encender fuegos para descongelar el suelo congelado, antes de que pudieran cavarse agujeros para colocar los postes de telégrafo. Para el transporte y para acarrear los suministros, la única opción que tenían los equipos de trabajo era utilizar equipos de perros de trineo.
Cuándo el cable del Atlántico se completó con éxito y se envió el primer mensaje trasatlántico a Inglaterra en julio de 1866, los hombres de la división ruso-estadounidense no lo supieron hasta un año después.
Para entonces se habían construido estaciones de telégrafos, miles de postes fueron cortados y distribuidos a lo largo de la ruta y se habían completado más de 72 km de línea en la América rusa. A pesar de que se habían realizado tantos avances, en julio de 1867 se cesó oficialmente la obra.

## Ruta a través de la Columbia Británica
Cuándo esa sección de la línea llegó a New Westminster, Columbia Británica, en la primavera de 1865, el primer mensaje que transmitió fue el del asesinato de Abraham Lincoln.
En mayo de 1865 comenzó la construcción de la sección desde New Westminster a Yale y luego a lo largo de la carretera Cariboo y el río Fraser, hasta Quesnel. El invierno detuvo la construcción, pero se reanudó en la primavera con 150 hombres trabajando al noroeste de Quesnel. 
En 1866, el trabajo progresó rápidamente en esa sección, se habían construido quince cabinas de telégrafo de troncos y se había tendido una línea a 640 km de Quesnel, llegando a los ríos Kispiox y Bulkley. El sternwheeler de la compañía, el Mumford, viajó 180 km por el río Skeena desde la costa del Pacífico tres veces esa temporada, entregando con éxito 240 km de material para la línea de telégrafo y 12000 raciones para sus trabajadores.
La línea pasó por Fort Fraser y llegó al río Skeena, creando el asentamiento de Hazelton cuando se supo que Cyrus West Field había tendido con éxito el cable transatlántico el 27 de julio.
En la Columbia Británica, la construcción de la línea terrestre se detuvo el 27 de febrero de 1867, ya que todo el proyecto se consideró obsoleto.
Sin embargo, en la Columbia Británica quedó un sistema de telégrafo utilizable desde New Westminster hasta Quesnel, en donde más tarde acaecería la fiebre del oro de la meseta Cariboo en el pueblo de Barkerville, y un sendero que había atravesado lo que en gran parte había sido un área virgen inexplorada. 
Además, la expedición dejó una gran cantidad de suministros que fueron aprovechados por algunos habitantes de las Primeras Naciones. Cerca de Hazelton, el Coronel Bulkley había quedado impresionado por el puente que los Hagwilgets habían construido sobre el río Bulkley, pero no estaba dispuesto a dejar que su grupo de trabajo lo cruzara hasta que lo hubieran reforzado con cables. 
Después de que se abandonó el proyecto, los Hagwilgets en Hazelton construyeron un segundo puente con cable que la compañía había dejado atrás. Ambos puentes fueron considerados maravillas de la ingeniería y fueron reconocidos como «uno de los romances de la construcción de puentes».

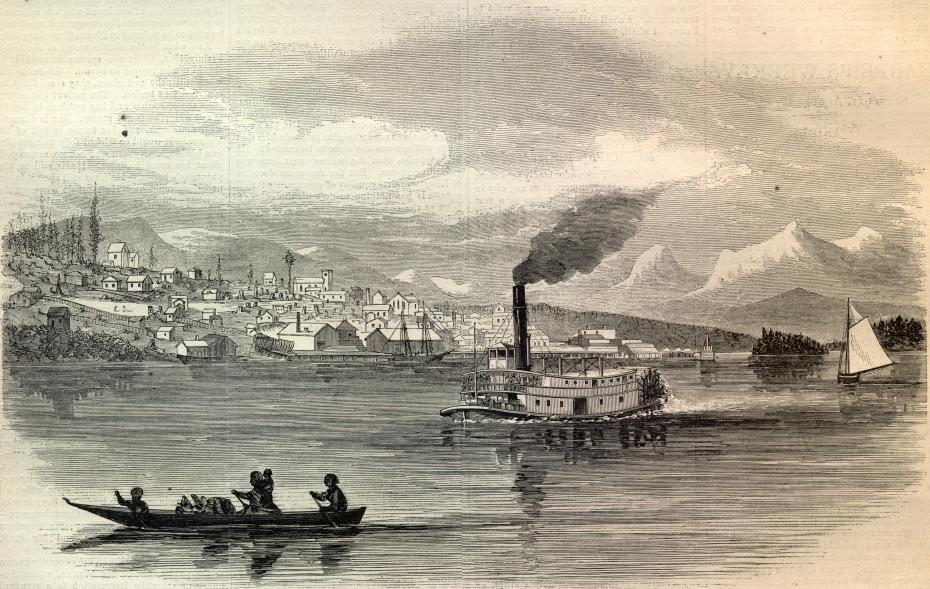
New Westminster en 1865
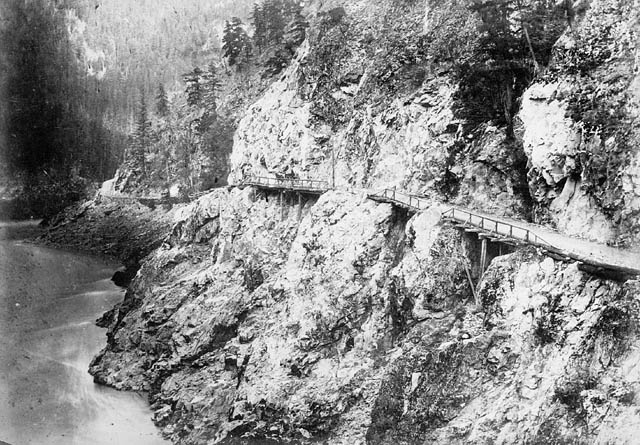
Una sección de la carretera Cariboo
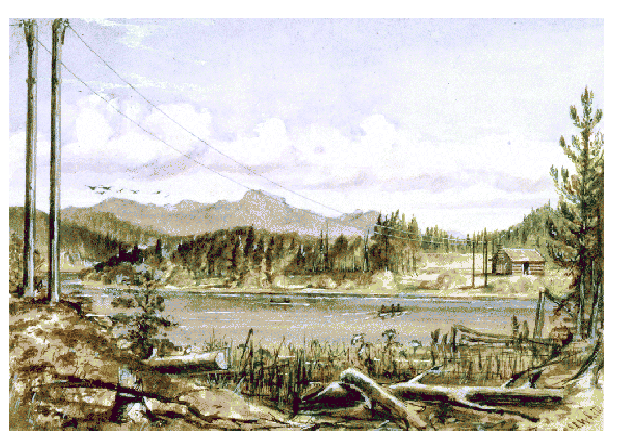
Pintura de una cabaña del telégrafo de Collins Overland
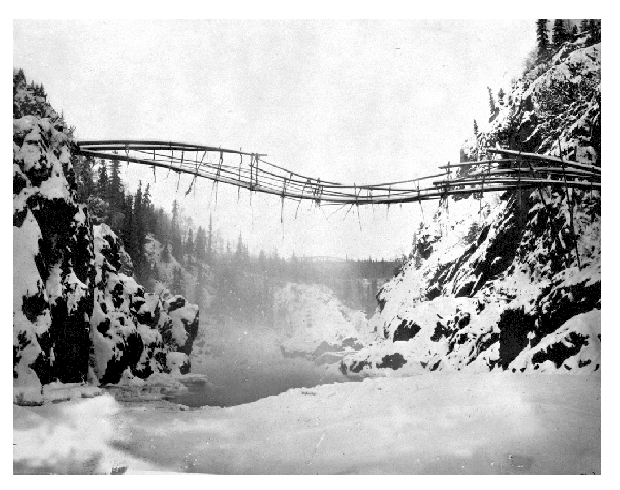
Primer puente de Hagwilget
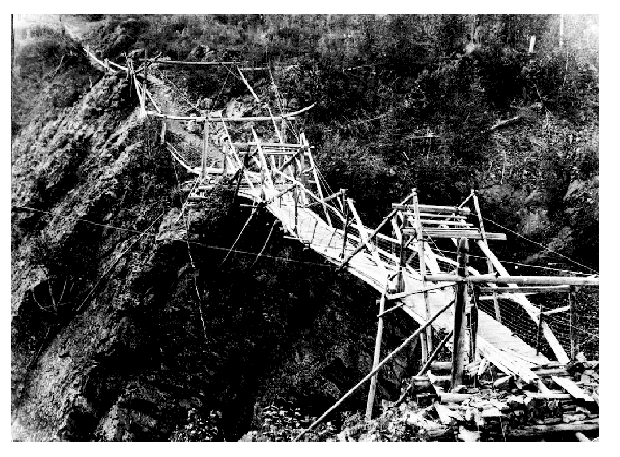
Segundo puente de Hagwilget

## Legado
A la larga, la expedición del telégrafo, si bien fue un sonado fracaso económico, proporcionó un medio adicional por el cual Estados Unidos pudo expandir su Destino Manifiesto más allá de sus fronteras nacionales y esto pudo haber precipitado la compra de Alaska por parte de Estados Unidos. La expedición fue responsable del primer examen de la flora, fauna y geología de América rusa y los miembros del proyecto de telégrafos pudieron desempeñar un papel crucial en la compra de Alaska, proporcionando datos valiosos sobre el territorio.
Mientras tanto, la Colonia de la Columbia Británica podría explorar, colonizar y comunicarse con sus paisajes del norte, más allá de lo que había hecho la compañía de la Bahía de Hudson.
Muchos de las ciudades en el noroeste de Columbia Británica pueden rastrear su asentamiento europeo inicial hasta el Telégrafo Collins Overland. Algunos ejemplos de estos son Hazelton, Burns Lake, Telkwa y Telegraph Creek.
La expedición también sentó las bases para la construcción de la línea de telégrafo de Yukon que se construyó desde Hazelton hasta Telegraph Creek y más allá hasta Dawson City, Yukon en 1901.
Partes de la ruta del telégrafo se convirtieron en parte del sendero Ashcroft, utilizado por los buscadores de oro durante la fiebre del oro de Klondike. De todos los senderos utilizados por los estampidores, Ashcroft fue uno de los más duros. De los más de mil quinientos hombres y tres mil caballos que salieron de Ashcroft, Columbia Británica, en la primavera de 1898, sólo seis hombres y ningún caballo llegaron a los campos de oro. 

Walter R. Hamilton estuvo entre los que completaron la ruta. En su libro The Yukon Story, describe el estado del sendero treinta años después de que fuera abandonado. 
«Todas las pruebas del derecho de paso y los postes habían desaparecido, pero en algunos casos encontramos trozos de cable telegráfico antiguo incrustados varios centímetros en los abetos, pinos y álamos que habían crecido hacía mucho tiempo y sobre los cables.  Encontré uno de los viejos aislantes de vidrio verde, todavía unido a un alambre galvanizado. Lo guardé como recuerdo, pero lo perdí más tarde junto a una cámara y algo de ropa, cuando una barcaza casi se volcó en el Lago Laberge.» 

## Lugares nombrados por la expedición o sus miembros

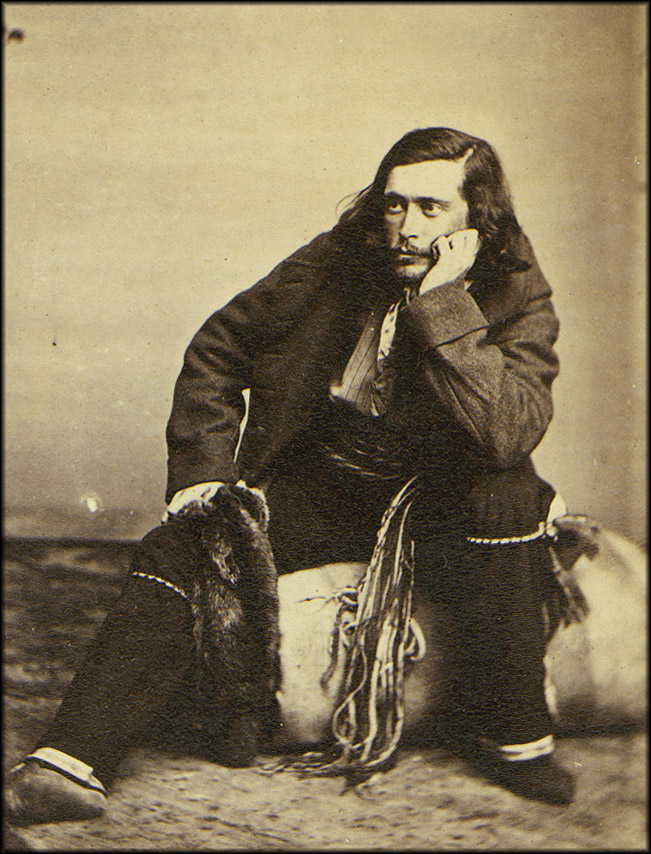
Robert Kennicott

Fueron muchos los lugares y accidentes geográficos nombrados por los miembros de la expedición o que honran su memoria, destacando:
- monte Pope (Mount Pope), en la Columbia Británica, en recuerdo de Franklin Pope, ingeniero asistente y jefe de exploraciones responsable de inspeccionar la sección de 1500 millas desde New Westminster hasta el río Yukon;
- Kennecott (Alaska) y el glaciar Kennicott, por el naturalista de la expedición, Robert Kennicott. A pesar de que Kennicott murió en la expedición, el 13 de mayo de 1866, su trabajo fue publicitado por W. H. Dall, otro naturalista contratado por Robert Kennicott.[22] Esa publicación y la publicidad sobre la muerte de Kennicott a la edad de treinta y un años ayudaron al Secretario de Estado, William H. Seward, a convencer al Congreso de que comprara Alaska a Rusia en 1867;
- río Bulkley, valle Bulkley,  montañas Bulkley (ahora Bulkley Ranges) y el asentamiento de Bulkley House en la Columbia Británica, honran al coronel Charles Bulkley.  El nombre del Distrito Regional Bulkley-Nechako, un gobierno regional en esa área, deriva de los nombres geográficos;
- lago Burns (Burns Lake), por Michael Byrnes, explorador del esquema de Collins Overland Telegraph que exploró la ruta desde Fort Fraser a Skeena Forks (Hazelton, BC);
- lago Decker (Decker Lake), por Stephen Decker, capataz de construcción en Columbia Británica.
- cordillera Telegraph (Telegraph Range), en el área del lago Ootsa, por el conjunto de la expedición.

## Libros y memorias escritas acerca de la expedición
Se encuentran disponibles varias obras importantes que documentan la expedición. El diario de viaje del científico del Smithsoninano, W. H. Dall, es quizás el más mencionado, mientras que un diario de viaje de Frederick Whymper, proporciona información adicional. Entre las cuentas personales de los miembros de la expedición se encuentra un diario de Franklin Pope.
George Kennan y Richard Bush escribieron sobre las dificultades que encontraron durante la expedición. Kennan más tarde se haría conocido por influir en la opinión estadounidense sobre el Imperio ruso. Originalmente mucho para el asentamiento ruso en el Lejano Oriente, al visitar los campos de exiliados en la década de 1880 cambió de opinión y más tarde escribió: Tent Life in Siberia: Adventures Among the Koryaks and Other Tribes in Kamchatka and Northern Asia. Richard Bush, con el objetivo de emular el éxito de Kennan,  escribió: Reindeer, Dogs and Snowshoes.
Todos los documentos y libros relacionados con la expedición son de valor histórico, no solo desde una perspectiva de viajes y descubrimientos, sino también desde el punto de vista de los estudios culturales. Las descripciones etnocéntricas de los pueblos aborígenes en los lugares que ahora se conocen como Columbia Británica, Territorio de Yukon Territorio y Alaska, así como la región general de Siberia Oriental, tipifican esas actitudes de la época. Los registros telegráficos proporcionan evidencia de reclamos de tierras nativas, como los de la Nación Gitxsan del norte de Columbia Británica. Los registros de Dall han ayudado a localizar las exhibiciones del Smithsoniano que regresaron a sus domicilios originales.

## Otras lecturas
- Dwyer, John (2001). To Wire the World: Perry M. Collins and the North Pacific Telegraph Expedition. Westport, Conn.: Praeger. ISBN 0-275-96755-7.
- Neering, Rosemary (2000). Continental Dash: The Russian-American Telegraph. Ganges, BC: Horsdal & Schubart. ISBN 0-920663-07-9.
- Stuck, Hudson (1917). Voyages on the Yukon.
- Dall, William H (1898). The Yukon Territory: The Narrative of W.H. Dall, Leader of the Expedition to Alaska in 1866–1868.
- Kennan, George
- Edición electrónica libre de {{{título}}} en el Proyecto Gutenberg1870;reprint 1986 ISBN 0-87905-254-6